# Emika
Emika, właśc. Ema Jolly (ur. 8 stycznia 1986, Anglia) – brytyjska kompozytorka i wykonawczyni muzyki elektronicznej (techno, dubstep, trip hop, house).
Ema Jolly jest córką Czeszki i Brytyjczyka. Dorastała w Milton Keynes (Buckinghamshire). Posiada umiejętność gry na fortepianie. Ukończyła studia licencjackie na Uniwersytecie Bath Spa w Bath na kierunku Creative Music Technology. Mieszkała w Bristolu i Londynie by w końcu osiedlić się w Niemczech w Berlinie.
W 2010 roku wykonała serię nagrań terenowych w pustych wnętrzach berlińskich klubów Berghain i Panorama Bar. Zostały one wykorzystane jako podstawa kompilacji Fünf wydanej z okazji piątych urodzin Ostgut Ton – wytwórni będącej właścicielem owych klubów, specjalizującej się w muzyce klubowej. W 2011 roku, wspólnie z berlińskim producentem Rashadem Beckerem nagrała swój debiutancki album (Emika) wydany nakładem londyńskiej wytwórni Ninja Tune. Na drugim albumie (Dva, 2013) znalazły się dwa utwory („Hush” i „Dem Worlds”) nagrane z udziałem Praskiej Orkiestry Filharmonicznej.

## Dyskografia

### Dyskografia solowa

#### albumy długogrające
- Emika (wyd. 3 października 2011, Ninja Tune)[4]
- Dva (wyd. 10 czerwca 2013, Ninja Tune)[6]
- Klavírní (wyd. 26 stycznia 2015, Emika Records)[7]
- Drei (wyd, 4 maja 2015, Emika Records)[8]

#### minialbumy
- „Chemical Fever” (12", 14 maja 2012, Ninja Tune)[9]
- „Klavírní EP” (download wraz z albumem Dva, 10 czerwca 2013, Ninja Tune)[6]

#### single
z albumu Emika:
- „Drop the Other” (12", 18 stycznia 2010)[9]
- „Double Edge” (12", 15 maja 2010)[9]
- „Count Backwards” (12", 11 kwietnia 2011)[9]
- „Pretend” / „Professional Loving” (12", 5 września 2011)[9]
- „3 Hours” (12", 13 lutego 2012)[9]

z albumu Dva:
- „Searching” (download, 15 kwietnia 2013)[9]
- „Centuries” (download, 1 lipca 2013)[9]

z albumu Drei:
- „My Heart Bleeds Melody” (promo, kwiecień 2015)

inne:
- „Melancholia Euphoria” (download 30 listopada 2014[10], 12" 1 grudnia 2014[11], Emika Records)

### Wspólnie z innymi artystami (wybór)

#### minialbumy
- My My & Emika – Price Tag (12", wyd. 10 grudnia 2009, Aus Music)[12]

| (lista utworów) | (lista utworów)                            | (lista utworów) |
| Nr              | Tytuł utworu                               | Długość         |
| --------------- | ------------------------------------------ | --------------- |
| 1.              | „Price Tag”                                |                 |
| 2.              | „Lights Go Down”                           |                 |
| 3.              | „Price Tag (Appleblim & Komonazmuk remix)” |                 |

- Paul Frick feat. Emika – I Mean  (12", wyd. 18 stycznia 2011, Doppelschall Records)[13]

| (lista utworów) | (lista utworów)                            | (lista utworów) |
| Nr              | Tytuł utworu                               | Długość         |
| --------------- | ------------------------------------------ | --------------- |
| 1.              | „I Mean (original version)”                | 5:50            |
| 2.              | „I Mean (Dollkraut's Band interpretation)” | 5:27            |
| 3.              | „I Mean (Akufen remix)”                    | 8:23            |
| 4.              | „I Mean (instrumental version)”            | 5:51            |

#### utwory gościnnie
- na singlu See It All... Finka (wyd. Ninja Tune, 12 października 2009, download)[14]
  - utwór nr 04: „See It All (Emika remix)”

- na kompilacji Fünf (różni wykonawcy, wyd. 5 listopada 2010, Ostgut Ton)
  - utwór nr 01: Emika – „Cooling Room”[5]

- na singlu Can't Sleep duetu Kryptic Minds (wyd. kwiecień 2011, Black Box Records)
  - strona B: Kryptic Minds vs. Emika – „Make You Sleep”

- na kompilacyjnym tribute albumie A Tribute to OK Computer dołączonym do niemieckiego czasopisma Musikexpress (różni wykonawcy, wyd. 14 czerwca 2012, EMI Records Ltd.)
  - utwór nr 04: Emika – „Exit Music (For a Film)”

- na kompilacji Scientist[a] Launches Dubstep Into Outer Space (wyd. 3 grudnia 2010, Tectonic)
  - utwór nr 01 na części Dubstep Originals: Pinch[b] & Emika – „2012 (Original Mix)”
  - utwór nr 01 na części Scientist Mixes: Scientist vs Pinch & Emika– „2012 Dub”